# Coppa del Mondo di pattinaggio di velocità 2011
La Coppa del Mondo di pattinaggio di velocità 2011 è una competizione internazionale di pattinaggio di velocità che dura tutta la stagione. Il nome ufficiale era Essent ISU World Cup Speed Skating 2011.
La stagione è iniziata il 12 novembre 2010 a Heerenveen. La Coppa del Mondo è organizzata dalla International Skating Union (ISU).

## Calendario
| Città                   | Luogo                               | Data           | 500 m | 1000 m | 1500 m | 3000 / 5000 m | 5000 / 10000 m | Inseguimento a squadre |
| ----------------------- | ----------------------------------- | -------------- | ----- | ------ | ------ | ------------- | -------------- | ---------------------- |
| Heerenveen dettagli     | Thialf                              | 12-14 novembre | XX    | X      | X      | X             | —              | —                      |
| Berlino dettagli        | Hohenschönhausen                    | 19-21 novembre | XX    | X      | X      | X             | —              | X                      |
| Hamar dettagli          | Vikingskipet                        | 27-28 novembre | —     | —      | X      | —             | X              | X                      |
| Changchun dettagli      | Jilin Provincial Speed Skating Rink | 4-5 dicembre   | XX    | XX     | —      | —             | —              | —                      |
| Obihiro dettagli        | Meiji Hokkaido-Tokachi Oval         | 11-12 dicembre | XX    | XX     | —      | —             | —              | —                      |
| Mosca dettagli          | Krylatskoye Skating Hall            | 28-30 gennaio  | XX    | X      | X      | X             | —              | X                      |
| Salt Lake City dettagli | Utah Olympic Oval                   | 18-19 febbraio | —     | —      | X      | —             | X              | —                      |
| Heerenveen dettagli     | Thialf                              | 4-6 marzo      | XX    | X      | X      | X             | —              | —                      |

## Classifiche maschili

### 500 m uomini
voce principale Coppa del Mondo di pattinaggio di velocità 2011 - 500 m uomini
| Pos. | Atleta           | Punti |
| ---- | ---------------- | ----- |
| 1    | Joji Kato        | 615   |
| 2    | Lee Kang-Seok    | 590   |
| 3    | Tucker Fredricks | 540   |

### 1000 m uomini
voce principale Coppa del Mondo di pattinaggio di velocità 2011 - 1000 m uomini
| Pos. | Atleta           | Punti |
| ---- | ---------------- | ----- |
| 1    | Stefan Groothuis | 430   |
| 2    | Lee Kyu-Hyeok    | 402   |
| 3    | Shani Davis      | 380   |

### 1500 m uomini
voce principale Coppa del Mondo di pattinaggio di velocità 2011 - 1500 m uomini
| Pos. | Atleta           | Punti |
| ---- | ---------------- | ----- |
| 1    | Simon Kuipers    | 245   |
| 2    | Håvard Bøkko     | 232   |
| 3    | Stefan Groothuis | 222   |

### 5000 e 10000 m uomini
voce principale Coppa del Mondo di pattinaggio di velocità 2011 - 5000 e 10000 m uomini
| Pos. | Atleta       | Punti |
| ---- | ------------ | ----- |
| 1    | Bob de Jong  | 360   |
| 2    | Ivan Skobrev | 280   |
| 3    | Håvard Bøkko | 236   |

### Inseguimento a squadre
voce principale Coppa del Mondo di pattinaggio di velocità 2011 - Inseguimento a squadre uomini
| Pos. | Atleta      | Punti |
| ---- | ----------- | ----- |
| 1    | Norvegia    | 270   |
| 2    | Russia      | 250   |
| 3    | Stati Uniti | 232   |

## Classifiche femminili

### 500 m donne
voce principale Coppa del Mondo di pattinaggio di velocità 2011 - 500 m donne
| Pos. | Atleta       | Punti |
| ---- | ------------ | ----- |
| 1    | Jenny Wolf   | 920   |
| 2    | Lee Sang-Hwa | 650   |
| 3    | Margot Boer  | 570   |

### 1000 m donne
voce principale Coppa del Mondo di pattinaggio di velocità 2011 - 1000 m donne
| Pos. | Atleta             | Punti |
| ---- | ------------------ | ----- |
| 1    | Heather Richardson | 560   |
| 2    | Christine Nesbitt  | 500   |
| 3    | Nao Kodaira        | 339   |

### 1500 m donne
voce principale Coppa del Mondo di pattinaggio di velocità 2011 - 1500 m donne
| Pos. | Atleta            | Punti |
| ---- | ----------------- | ----- |
| 1    | Christine Nesbitt | 400   |
| 2    | Marrit Leenstra   | 246   |
| 3    | Ireen Wüst        | 230   |

### 3000 e 5000 m donne
voce principale Coppa del Mondo di pattinaggio di velocità 2011 - 3000 e 5000 m donne
| Pos. | Atleta            | Punti |
| ---- | ----------------- | ----- |
| 1    | Stephanie Beckert | 275   |
| 2    | Martina Sáblíková | 260   |
| 3    | Jilleanne Rookard | 236   |

### Inseguimento a squadre
voce principale Coppa del Mondo di pattinaggio di velocità 2011 - Inseguimento a squadre donne
| Pos. | Squadra     | Punti |
| ---- | ----------- | ----- |
| 1    | Paesi Bassi | 300   |
| 2    | Germania    | 250   |
| 3    | Norvegia    | 250   |